# 엄 (성씨)
엄(嚴)은 중국과 한국의 성씨이다.

## 중국
엄(嚴)씨는 중국 백가성 제27위이다.
후한 광무제의 친구였던  엄광(嚴光; 엄자릉(嚴子陵))은 회계(會稽) 여요(餘姚; 현 절강성(浙江省) 위야오시(余姚市)) 출신이며 장(莊)씨였는데, 광무제가 집권한 뒤에 관직을 거절하고 초야에 묻혀 살자 광무제는 장광을 그리워하여 그의 아들 이름을 유장(劉莊)이라고 지었다. 명제가 집권한 뒤 황제의 이름을 피휘하여 엄(嚴)씨로 바꾸게 하였다.
전국시대 한나라 대신 엄수(嚴遂)는 양나라 출신이다. 전한 무제 때 문인 엄조(嚴助) 등이 있다. 그 외 소수민족 시버족, 투족, 이족에서도 나타난다.

## 한국
엄(嚴)씨는 2015년 대한민국 통계청 인구조사에서 144,425명으로 조사되어 성씨 인구 순위 50위이다. 
영월 엄씨(寧越 嚴氏)의 시조 엄림의(嚴林義)는 당 현종 때 파락사(波樂使)로서 고려에 동래하여 내성군(奈城郡)에 안주하였다고 한다. 그의 아들 엄태인(嚴太仁)은 영월에 살면서 군기공파(軍器公派), 엄덕인(嚴德仁)은 한양으로 이주하여 복야공파, 엄처인(嚴處仁)은 함경도로 이주하여 문과공파조(文科公派祖)가 되었다.
고려조에 엄수안(嚴守安)이 부지밀직사사(副知密直司事)에 이르렀고, 엄공근(嚴公瑾)은 판전의시사(判典儀寺事) 보문각제학(寶文閣提學)을 역임하였다.
11세 엄유온(嚴有溫)이 조선의 개국공신으로서 좌군동지총제(左軍同知摠制)를 역임하였고, 그의 증손녀가 성종의 후궁인 귀인 엄씨이다. 
조선시대 문과 급제자 30명을 배출하였다. 16세 엄흔(嚴昕)이 중종 때 홍문관전한(典翰)을 지냈고, 엄흔의 현손인 엄집(嚴緝)은 숙종 때 우참찬(右參贊)에 이르렀다. 엄집의 손자 엄숙(嚴璹)이 영조 때 대사헌(大司憲)에 올랐고, 엄숙의 손자 엄도(嚴燾)는 순조 때 대사간(大司諫)을 역임하였다. 25세 엄석정(嚴錫鼎)은 고종 때 이조판서를 지냈다. 엄진삼(嚴鎭三)의 딸이 고종 후궁 순헌황귀비(純獻皇貴妃)가 되었고, 엄귀비의 아들이 황태자가 된 영친왕(英親王)이다.

## 같이 보기
- 嚴姓